# ГРОМ «Каскад»
Отдельная бригада беспилотной авиации «ГРОМ „Каскад”» (ранее «БАРС „Каскад“» в структуре БАРС) — российское боевое соединение, подчинённое ВКС РФ.

## История
Согласно официальным источникам, история «ГРОМ „Каскад“» началась в марте 2022 года с расчёта аэроразведки, который с марта 2022 года помогал одноимённому подразделению (ОБТФ «Каскад») под Мариуполем. О создании в структуре Боевого армейского резерва страны «БАРС „Каскад“» (предшественника «ГРОМ „Каскад“») — специального подразделения, где смогут безопасно пройти службу депутаты — журналисты узнали в Государственной думе в октябре 2022 года, а в ноябре новое подразделение посетил замглавы Администрации президента Сергей Кириенко. Покровительство «БАРС „Каскад”» обеспечил секретарь генерального совета «Единой России» и первый заместитель спикера Совета Федерации Андрей Турчак.
«БАРС „Каскад“» возглавил Дмитрий Саблин — депутат, один из руководителей «Боевого братства» и российского «Антимайдана». В состав подразделения вошли депутаты Государственной думы, представители региональных властей и другие официальные лица, а также волонтёры из «Молодой гвардии ЕР» и «Волонтёрской роты „Боевого братства“». «БАРС „Каскад“» предлагал трёхмесячный контракт, по завершении которого человек мог вернуться к гражданской жизни.
Независимые СМИ описывали «БАРС „Каскад”», а затем и «ГРОМ „Каскад”» как подразделение, где представители элиты могут безопасно пройти службу по срочному контракту вдали от фронта, чтобы продемонстрировать лояльность и патриотизм. Министерство обороны Великобритании посвятило «БАРС „Каскад”» отдельную сводку, в которой отметило, что некоторым «особо важным персонам» в подразделении предоставлена личная охрана. Для иностранных журналистов «БАРС „Каскад”» олицетворял расслоение в российском обществе: привилегированные представители высших слоёв оставались в безопасности и на войне, в то время как даже элитные войска несли тяжёлые потери при штурмах украинских позиций.
Оно было специально создано под всяких блатных, известных политически людей, у которых в паспорте правильная фамилия, которая нужна для того, чтобы ты мог где-нибудь у себя на родине публично заявить, что отправляешься на войну, воевать, постоять за родину, а в итоге даже близко к фронту никогда не окажешься. Посидишь где-нибудь там в тылу, попьешь чаек, вернешься, уже с медалькой и званиями и дальше пойдешь строить свою политическую карьеру как участник войны»Руслан Левиев, Conflict Intelligence Team
В октябре 2023 года на базе «БАРС „Каскад”» и отдельных подразделений 55-го отдельного вертолетного полка 4-й армии ВВС и ПВО была создана бригада беспилотной авиации «ГРОМ „Каскад”», прямо подчинённая ВКС РФ.

## Состав
Если в начале 2023 года в «БАРС „Каскад”» было около 100 человек, спустя год в «ГРОМ „Каскад”» служили 820 человек, включая более 40 команд операторов дронов. В структуру подразделения входили 2 батальона разведывательных и ударных БПЛА, одна эскадрилья разведывательных БПЛА и рота снабжения.

### Известные участники
Среди российских парламентариев в «ГРОМ „Каскад”» проходили службу Дмитрий Саблин, Евгений «Кубан» Первышов, Олег «Вещий» Голиков (отслужил 6 месяцев), Сергей «Чёрный» Сокол (6 месяцев, затем назначен главой Верховного совета Хакасии), Дмитрий Хубезов, Олег Колесников. Также в подразделении служили сыновья Хубезова и Саблина (последний ограничился 3 месяцами), бывший сотрудник Министерства транспорта Краснодарского края Павел Артемьев, члены парламента ДНР Андрей «Индус» Баевский и Александр «Юрист» Букадоров, космонавт  Евгений Тарелкин и др..
Когда Елена Блиновская попала в СИЗО после неудачной попытки бежать из страны из-под домашнего ареста, её супруг Алексей, которому вменяется пособничество в неуплате налогов и отмывании денег, завербовался в «ГРОМ „Каскад“». В апреле 2024 года он был заепечатлён на снимке, чаёвничающим с сослуживцем — бывшим адвокатом Михаила Ефремова Эльманом Пашаевым.

## Участие в операциях
Операторы дронов взаимодействуют с различными подразделениями на всей протяжённости фронта, но находятся на безопасном расстоянии в 50—70 км от противника .
По словам Олега Колесникова, возглавлявшего соединение «ГРОМ „Каскад”» в Запорожской области, именно они навели ракеты на построение 128-й отдельной горно-штурмовой бригады ВСУ 3 ноября 2023 года.
Покровитель подразделения Андрей Турчак заявлял о многочисленных поражённых целях, однако «ГРОМ „Каскад”» почти не публикует видеозаписи поражения целей. В феврале 2024 года Андрей Турчак говорил об уничтожении 4 систем M142 HIMARS. По мнению OSINT-аналитиков из Oryx результаты вероятно были завышены в 4 раза.

## Техника
В арсенале соединения 10 типов БПЛА: дроны ZALA (в т.ч. Lancet), «Орлан-30», «Суперкам» и FPV-дроны.

## Мемориалы
В мае 2024 года НКО «Боевое братство» открыло на своей территории в Москве мемориал "Каскадёрам павшим и живым» - бойцам «БАРС „Каскад”» и «ГРОМ „Каскад”».

Мемориал
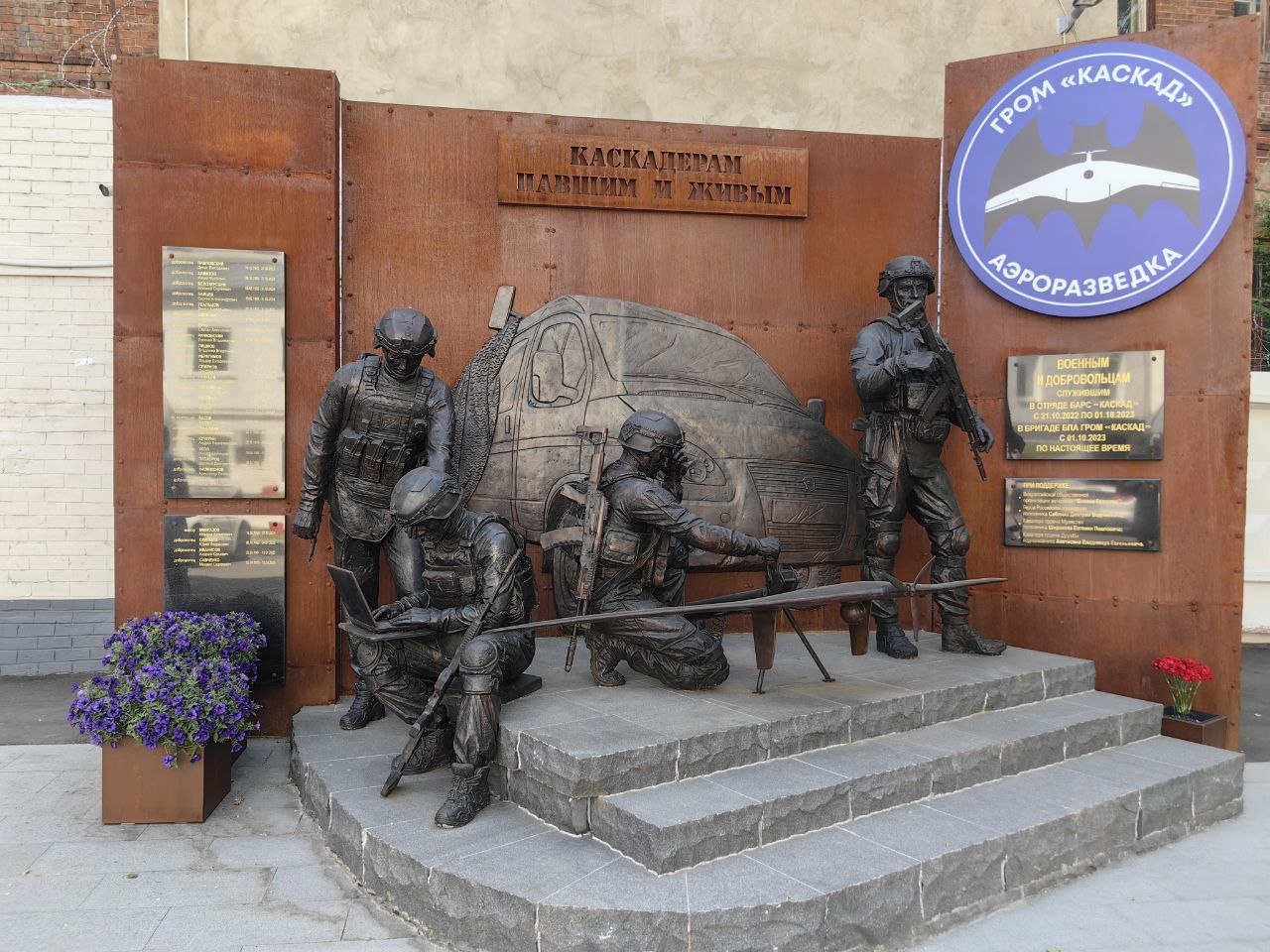
Файл:Мемориал_"Каскадёрам_павшим_и_живым".jpgМемориал "Каскадёрам павшим и живым"
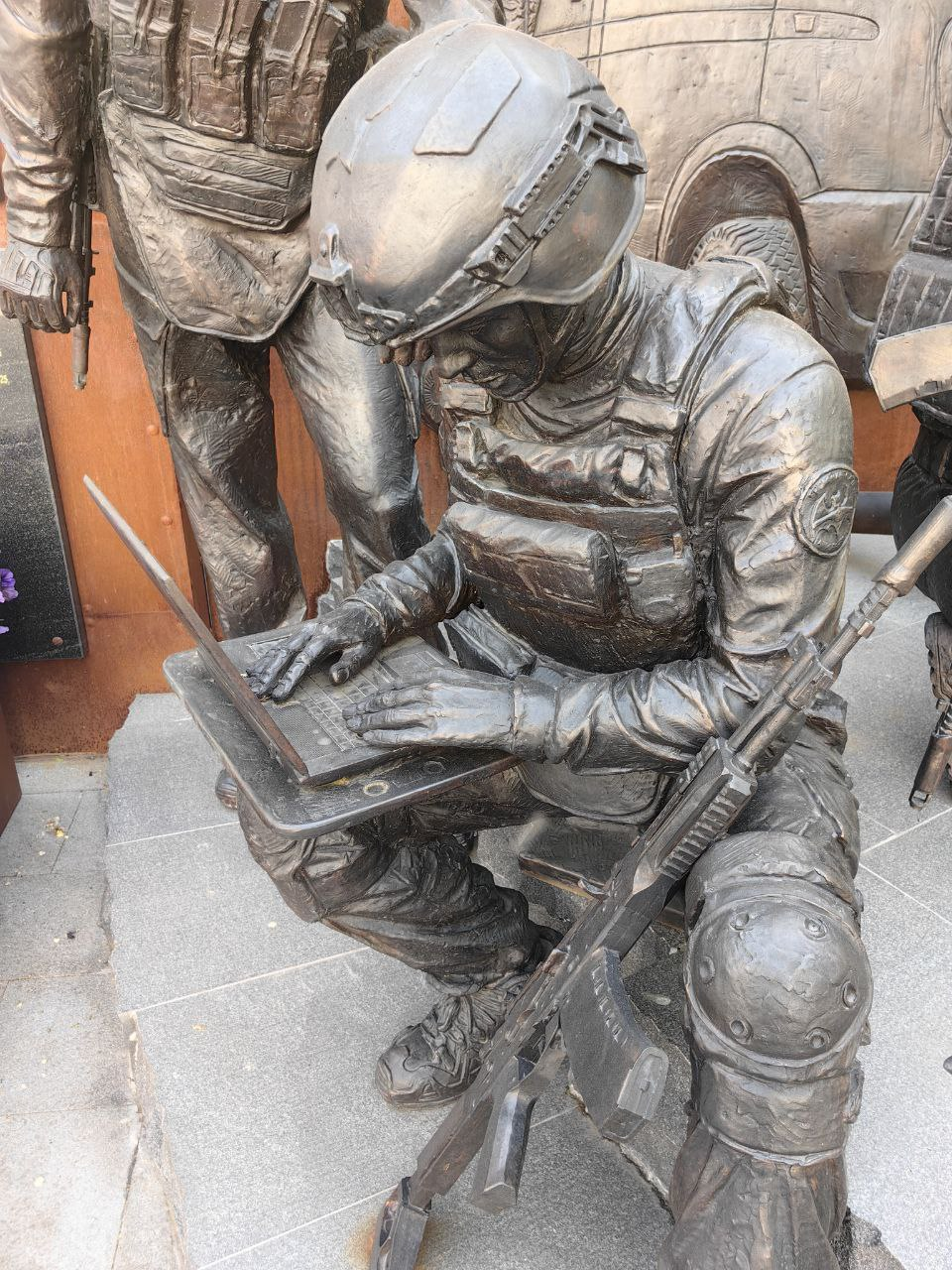
Файл:Скульптура_оператора_БПЛА_мемориала_"Каскадёрам_павшим_и_живым".jpgСкульптура оператора БПЛА мемориала "Каскадёрам павшим и живым"
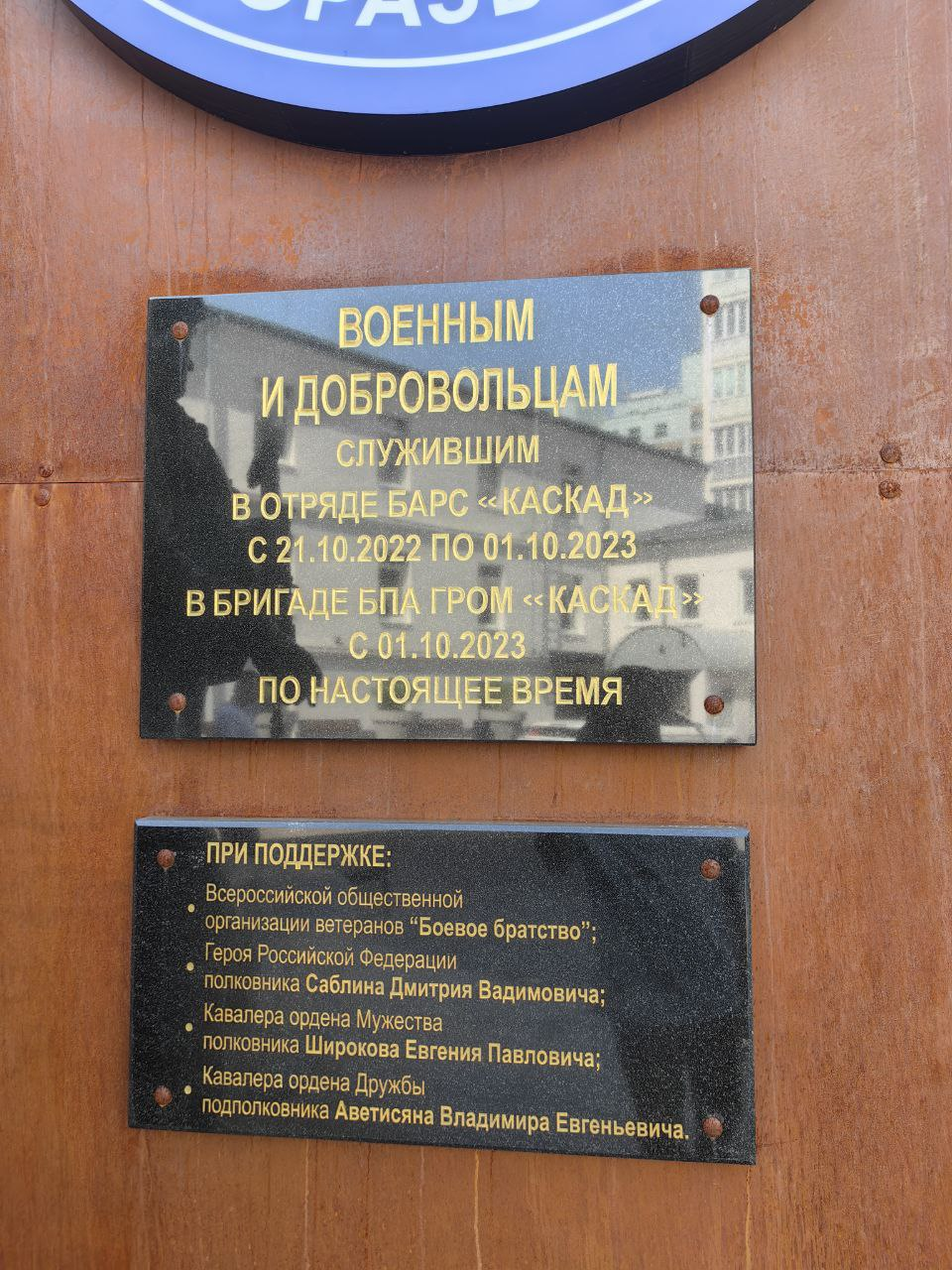
Файл:Памятная_табличка_мемориала_"Каскадёрам_павшим_и_живым".jpgПамятная табличка мемориала "Каскадёрам павшим и живым"
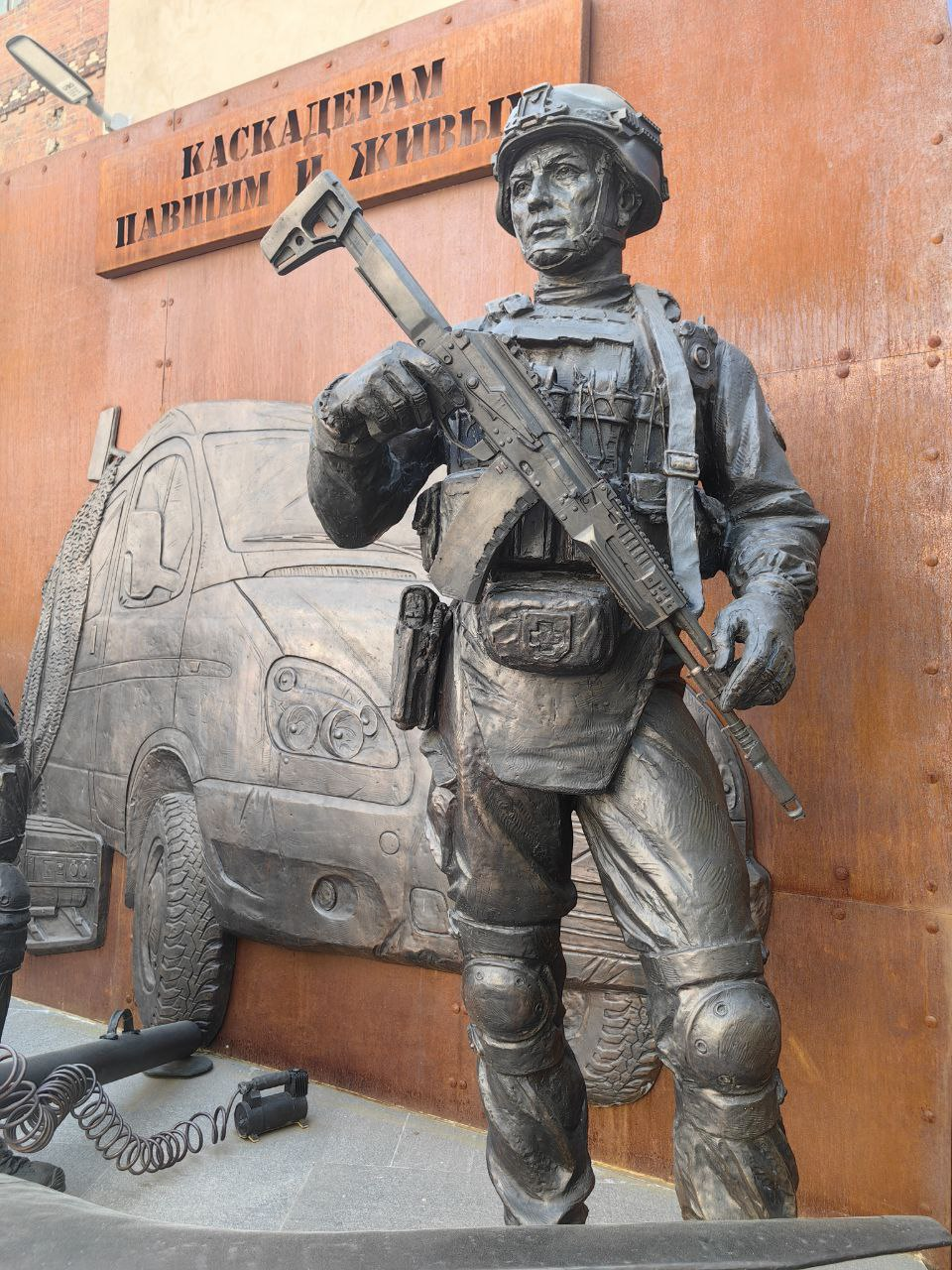
Файл:Скульптура_мемориала_"Каскадёрам_павшим_и_живым".jpgСкульптура мемориала "Каскадёрам павшим и живым"
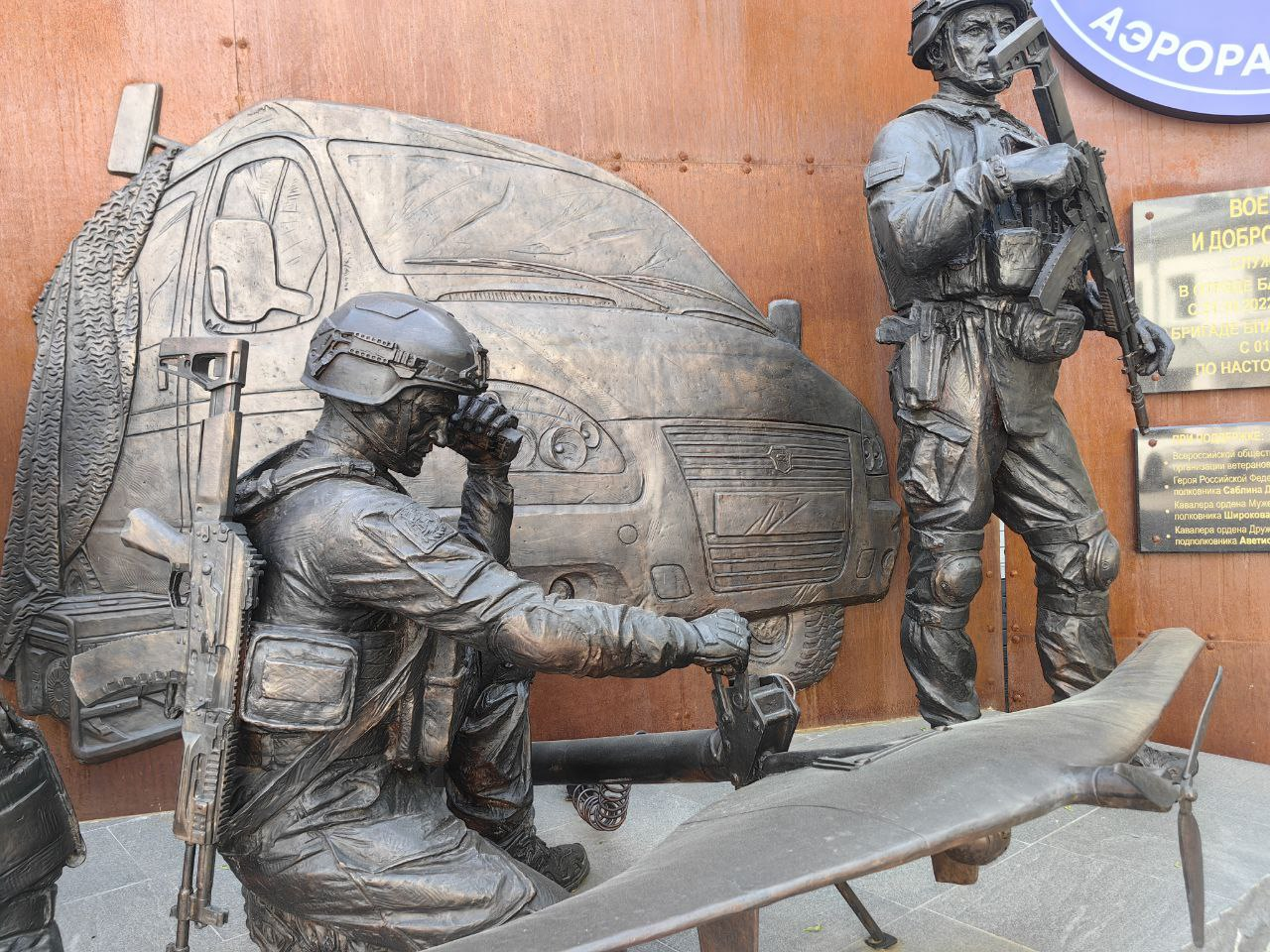
Файл:Скульптура_инженера-оператора_БПЛА_мемориала_"Каскадёрам_павшим_и_живым".jpgСкульптура инженера-оператора БПЛА мемориала "Каскадёрам павшим и живым"